# Protodinychidae
Protodinychidae es una pequeña familia de ácaros perteneciente al orden Mesostigmata, que contiene un único género: Protodinychus.

## Especies
Protodinychus comprende tres especies reconocidas:
- Protodinychus punctatus Evans, 1957
- Protodinychus ainscoughi Hutu & Calugar, 2002
- Protodinychus evansi Hutu & Calugar, 2002